# Пеле (1987)
Витор Уго Гомеш Пассош (порт. Vítor Hugo Gomes Passos, более известный просто как Пеле (порт. Pelé); род. 14 сентября 1987, Порту, Порту) — португальский футболист, игравший на позиции центрального полузащитника.

## Клубная карьера

### Ранние годы
Пеле начал играть в юношеской команде «Боавишта», а затем перешел в «Салгейруш» из своего родного города Порту. Финансовый кризис последнего в конечном итоге привел к административному переходу в Сегунду Лигу; впоследствии запрет подписывать контракты с профессиональными игроками привел к тому, что почти все игроки команды ушли.
В сезоне 2004/05 старшая команда «Салгейруша» состояла в основном из юношей 16 и 17 лет, включая Пеле. Несмотря на то, что он выиграл только одну игру и сыграл вничью еще две игры, его выступления привлекли внимание другие португальские клубы.
Вместе с товарищем по команде Жоэлем Пеле подписал контракт с «Бенфикой» в спорном бесплатном трансфере, поскольку игроки должны были перейти в «Боавишту», которая была готова финансово помочь «Салгейрушу». Вместо этого «Бенфика» подписала игроков, и клуб не получил никакой компенсации.

### «Витория» Гимарайнш
В сеоне 2005/06 Пеле присоединился к дублю «Бенфики», но ему не удавалось играть регулярно, и в декабре 2005 года он ушел и подписал контракт с «Виторией» из Гимарайнша.. В начале следующего сезона, когда клуб впервые за десятилетия играл во втором дивизионе, он был основным игроком первой команды, но неудачный старт и смена менеджеров привели к тому, что он чаще оказывался на скамейке запасных. Сыграв 11 матчей в лиге, он помог команде выйти в Примейра-лигу.

### «Интернационале»
В августе 2007 года Пеле подписал  пятилетний контракт на 1,5 миллиона евро с миланским «Интером». В Серии A он официально дебютировал 26 сентября в матче против «Сампдории». 5 декабря впервые вышел в стартовом составе «чёрно-синих» в игре против «Лацио» из-за того, что полузащитники Оливье Дакур, Луиш Фигу, Деян Станкович и Патрик Виейра были недоступны из-за травм.
7 мая 2008 года Пеле забил свой первый гол за «Интер» в выездной игре против «Лацио» в полуфинале Кубка Италии (2:0). Он также забил и в финальном матче турнира, который миланский клуб проиграл столичной «Роме» (2:1).

### «Порту»
В последний день летнего трансферного окна 2008 года был отдан в «Порту» в обмен на Рикарду Куарежму и 18,6 млн евро наличными — сам Пеле получил 6 млн евро. Однако 26 января 2009 года, после того как Жезуалду Феррейра почти не участвовал в планах в течение сезона, он был отдан в аренду в «Портсмут» из Английской Премьер-лиге на один год с возможностью выкупа в конце.
10 июня 2009 года Пеле вернулся в Италию, пройдя медицинский осмотр в «Дженоа», но сделка в итоге сорвалась. 20 июля он был отдан в аренду испанскому клубу «Реал Вальядолид» на сезон с правом выкупа в последующем . Пеле стал игроком стартового состава из-за травмы Альваро Рубио, но ему не удалось помочь команде из Кастилия-Леона остаться в Ла Лиге после трехлетнего пребывания.

### Поздняя карьера
В июле 2010 года Пеле подписал трехлетний контракт с «Эскишехирспором» из турецкой Суперлиги. После истечения срока действия контракта он снова сменил команду и страну, присоединившись к «Эрготелису» из Греции на два года.
30 декабря 2013 года Пеле подписал контракт сроком на три с половиной года с пирейским «Олимпиакосом». В конце зимнего трансферного окна 2015 года, после девяти матчей, был отдан в аренду в «Левадиакос».
31 августа 2015 года Пеле покинул «Олимпиакос» и подписал двухлетний контракт с футбольным клубом «Анортосис» за нераскрытую плату. 23 июля 2018 года, после одного года без игровой практики, 30-летний игрок присоединился к «АФК Эскильстуна» из Суперэттана. В конце года он покинул шведский клуб ни разу не сыграв за него. Карьеру завершил в румынском клубе «Дунэря», где из-за проблем с сердцем также не сыграл ни одного матча.

## Карьера в сборной
Пеле несколько раз вызывали в сборную Португалии до 20 лет, участвуя в турнире в Тулоне в 2007 году и на чемпионате мира в том же году. Вскоре после этого он начал выступать за команду до 21 года.

## Статистика
| Клуб                     | Сезон      | Лига                     | Лига  | Лига | Кубок | Кубок | Континент | Континент | Итог  | Итог |
| Клуб                     | Сезон      | Дивизион                 | Матчи | Голы | Матчи | Голы  | Матчи     | Голы      | Матчи | Голы |
| ------------------------ | ---------- | ------------------------ | ----- | ---- | ----- | ----- | --------- | --------- | ----- | ---- |
| Салгейруш                | 2004/05    | Второй дивизион          | 38    | 3    | 1     | 0     | —         | —         | 39    | 3    |
| Витория                  | 2006/07    | Сегунда                  | 9     | 0    | 0     | 0     | —         | —         | 9     | 0    |
| Интернационале           | 2007/08    | Серия A                  | 15    | 0    | 0     | 0     | 1         | 0         | 16    | 0    |
| Порту                    | 2008/09    | Примейра-лига            | 2     | 0    | 3     | 0     | 2         | 0         | 7     | 0    |
| Портсмут (аренда)        | 2008/09    | Английская Премьер-лига  | 0     | 0    | 0     | 0     | —         | —         | 0     | 0    |
| Реал Вальядолид (аренда) | 2009/10    | Ла Лига                  | 23    | 0    | 2     | 0     | —         | —         | 25    | 0    |
| Эскишехирспор            | 2010/11    | Турецкая Суперлига       | 19    | 1    | 1     | 0     | —         | —         | 20    | 1    |
| Эскишехирспор            | 2011/12    | Турецкая Суперлига       | 16    | 1    | 3     | 1     | —         | —         | 19    | 2    |
| Эрготелис                | 2013/14    | Греческая Cуперлига      | 12    | 3    | 2     | 0     | —         | —         | 14    | 3    |
| Олимпиакос               | 2013/14    | Греческая Cуперлига      | 5     | 0    | 2     | 0     | —         | —         | 7     | 0    |
| Олимпиакос               | 2014/15    | Греческая Cуперлига      | 0     | 0    | 2     | 0     | —         | —         | 2     | 0    |
| Левадиакос (аренда)      | 2014/15    | Греческая Cуперлига      | 10    | 1    | 0     | 0     | —         | —         | 10    | 1    |
| Анортосис                | 2015/16    | Кипрский Первый дивизион | 22    | 5    | 1     | 0     | —         | —         | 23    | 5    |
| Анортосис                | 2016/17    | Кипрский Первый дивизион | 14    | 2    | 0     | 0     | —         | —         | 14    | 2    |
| АФК Эскильстуна          | 2017       | Суперэттан               | 0     | 0    | 0     | 0     | —         | —         | 0     | 0    |
| АФК Эскильстуна          | 2018       | Суперэттан               | 0     | 0    | 1     | 1     | —         | —         | 1     | 1    |
| Общий итог               | Общий итог | Общий итог               | 185   | 14   | 18    | 2     | 3         | 0         | 206   | 18   |

1. 1 2  Матчи в Лиге чемпионов

## Достижения

### «Интернационале»
- Чемпион Италии: 2007/08[33]
- Обладатель Суперкубка Италии: 2008[33]

### «Порту»
- Чемпион Португалии: 2008/09
- Обладатель Кубка Португалии: 2008/09

### «Олимпиакос»
- Чемпион Греции: 2013/14[33]